# Villa Knagge

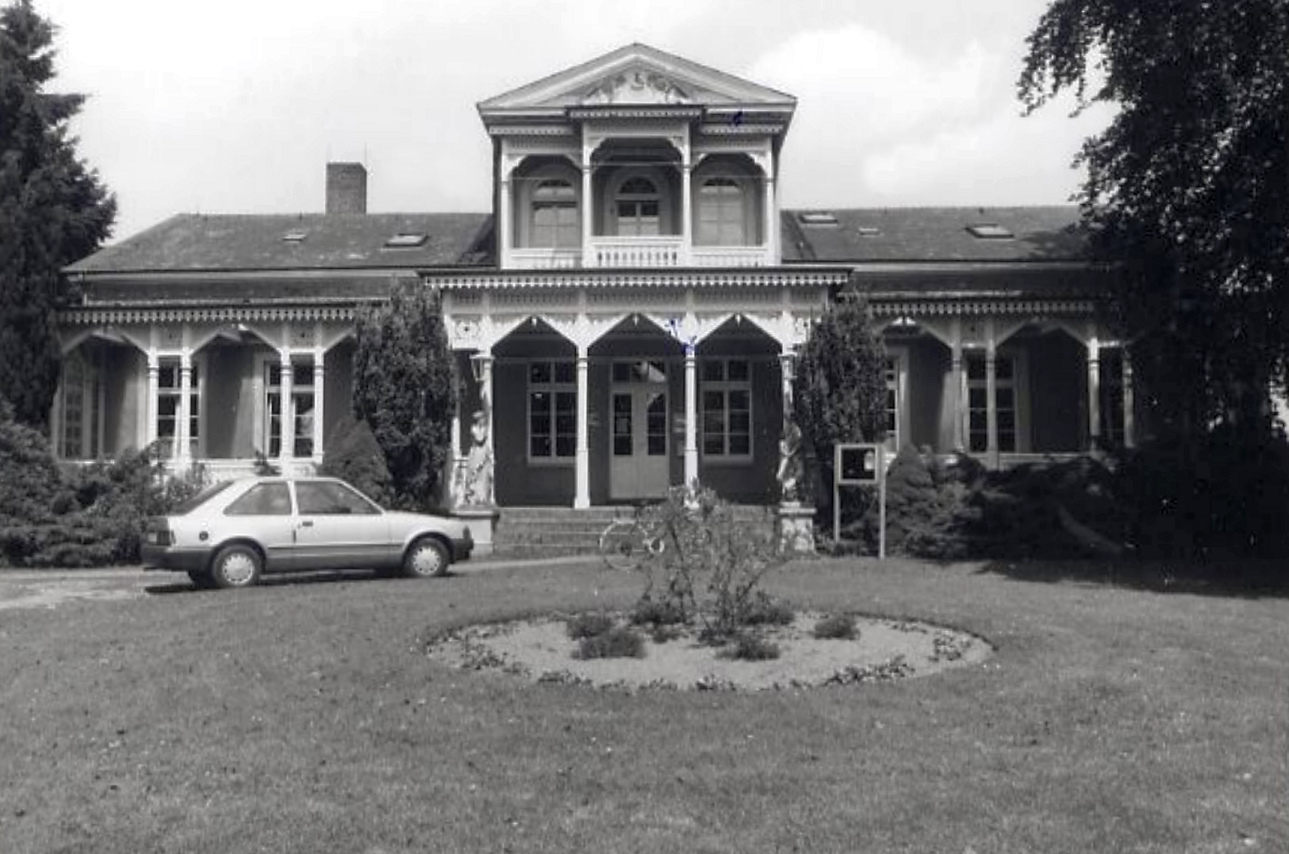
Villa Knagge vor der Sanierung

Die Villa Knagge ist ein denkmalgeschütztes Gebäude an der Ahlhorner Straße 10 in Wildeshausen.

## Geschichte
Der in Wildeshausen als Sohn des Posthalters geborene Überseekaufmann Johannes Knagge (1807–1893) war in den Jahren 1838 bis 1851 als Kaufmann auf Java tätig gewesen und dort vermögend geworden. Im Jahre 1847 hatte er Pamina Lapia Bodjouorogo, die Tochter eines einheimischen Fürsten geheiratet, die 1848 bei der Geburt des Kindes Josephina Louisa Knagge (11. September 1848 auf Java – 12. April 1881 in Wildeshausen) verstorben war. Aus gesundheitlichen Gründen kehrte er im Jahr 1851 nach Wildeshausen zurück. Er kaufte vor den Toren der Stadt Wildeshausens ein Grundstück von etwa 10 Morgen, um sie in einen großen Garten umzuwandeln und dahinein eine Villa in den Formen des Spätklassizismus zu bauen, die im Falle seines Todes seiner Tochter „Phina“ ihr Heim werden sollte. Es zeigte sich aber schon im ersten Winter, dass das nordische Klima für Knagge zu kalt war. Deshalb wählte Knagge, der inzwischen nochmals geheiratet hatte, Wiesbaden zum Wohnsitz aus, während er und seine Familie im Sommer einige Monate in Wildeshausen lebten. Nach Beendigung seiner beruflichen Tätigkeit zog die Familie 1878 mit drei weiteren inzwischen geborenen Kindern nach Wildeshausen.
Nach dem Tode von Johannes Knagge erbte sein Sohn August Frederick Maria Knagge (15. März 1864 in Wiesbaden – 16. Februar 1955 in Wildeshausen) die Villa. Nach dessen Tod schenkte dessen Sohn, wahrscheinlich aufgrund eines Vermächtnisses, die Villa der Dominikaner-Provinz Teutonia e.V. in Köln, die dort zunächst eine Heimschule betrieb. 1968 erwarb die Katholische Kirche in Wildeshausen den Grundbesitz, den sie dann im Jahre 1973 an die kirchliche Stiftung Johanneum in Wildeshausen in Erbbaurecht übertrug. Die Stiftung errichtete hinter der Villa im Garten einen Kindergarten und vermietete das Gebäude der Villa seit 1994 an den Landkreis Oldenburg, der bis zum Jahre 2015 dort eine psychologische Beratungsstelle betrieb. Daneben waren noch der Betreuungsverein sowie das soziale Projekt „Brücke“ im Gebäude beheimatet. Der Mietvertrag wurde zum 14. September 2016 wegen baulicher Mängel gekündigt. Danach sollte eine Brauereigaststätte errichtet werden. Dies scheiterte an den Einsprüchen der Nachbarn.

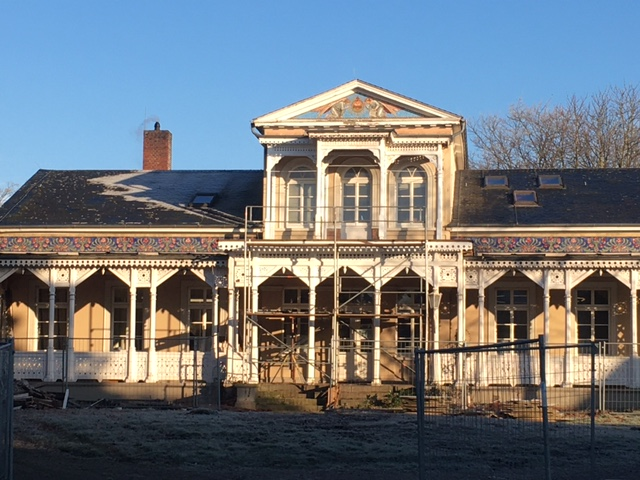
Villa Knagge während der Sanierung, 2022

Nachdem ein Makler die Villa erworben hatte, erwarb im Jahre 2021 eine Sozietät von Rechtsanwälten und Notaren die Villa, um sie zu sanieren und dort die Kanzlei zu betreiben.

## Architektur

### Allgemeine Beschreibung
Das Landhaus Knagge in Wildeshausen wurde in den Jahren 1852–53 in den Formen des Spätklassizismus erbaut. Auf Asche, der mit Studenten im Jahre 1970 eine Bauaufnahme durchgeführt hat, wird nachfolgend ohne gesonderte Zitierung teilweise wörtlich Bezug genommen. In seinem Aufsatz sind viele Zeichnungen und Fotos enthalten, die aus urheberrechtlichen Gründen bei Wikipedia nicht veröffentlicht werden können.
In seiner heutigen Gestalt wird die Villa wesentlich durch die hölzerne Vorhalle mit Portikus aus dem Jahre 1878 sowie durch das Giebelmosaik und den Jugendstilfries aus dem Jahre 1906 bestimmt.

### Erste Baumaßnahmen ab 1852
Die Fachhochschule Oldenburg (Staatliche Ingenieurakademie Olbg.), jetzt Jade Hochschule, an der Kurt Asche als Professor lehrte, hat im Wintersemester 1970/71 durch eine Arbeitsgruppe von Studenten eine Bauaufnahme durchgeführt. Ursprünglich hatte das Gebäude noch nicht den hölzernen Vorbau. Asche hat die Südansicht rekonstruiert und dazu ausgeführt, dass bei der zeichnerischen Rekonstruktion der Südfassade durch Asche angenommen wurde, dass sich unter der Traufe ursprünglich ein vertieftes, durch Kreise belebtes Reliefband befunden hat, das dem Jugendstilfries von 1906 weichen musste. Ornamentbänder dieser Art wurden bei Häusern des Spätklassizismus in Oldenburg häufig verwendet, um die relativ hohe Mauerfläche der Drempelzone unter der Traufe zu kaschieren und zu gliedern. Ein derartiges Reliefband mit Kreisornament hat sich in Wildeshausen am Ostgiebel über dem Erdgeschossfenster erhalten, und auch am Mittelrisalit der Südfassade sind in Höhe des Altans Reste eines solchen Bandes sichtbar.
Bis zum Mai 1853 war das Wohnhaus endgültig fertiggestellt. Ein Nebengebäude und ein 1859 errichtetes Gewächshaus, das sich an die Mode der damaligen Zeit für tropische Gewächse und nach englischem Vorbild anlehnten, ergänzten später die Anlage. Diese Nebengebäude sind nicht mehr vorhanden.

### Errichtung der Terrasse und Vorhalle (Portikus) 1878

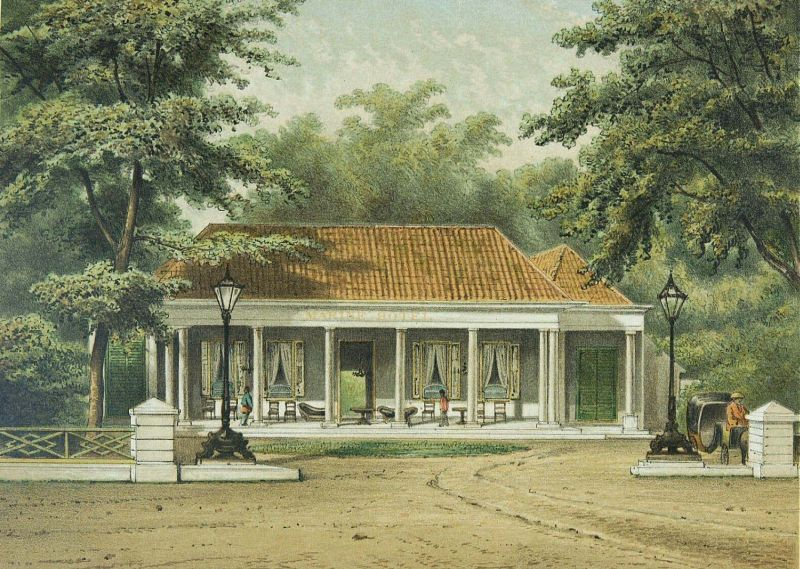
Marine Hotel in Batavia

Als Knagge im Jahre 1878 endgültig nach Wildeshausen zurückkehrte, um seinen Ruhestand zu genießen, ließ er den erdgeschossigen Terrassenvorbau wohl von einem örtlichen Zimmermeister errichten. Der Vorbau ist noch heute erhalten ist.
Die Vorhalle wurde offensichtlich von javanischen Pflanzerhäusern und von schweizerischen Bauernhäusern beeinflusst. Inspiriert worden ist Knagge wahrscheinlich auch von dem Vorbau des Marine Hotel in Batavia, in dem Knagge wohl einige Zeit nach seiner Ankunft gewohnt hat. Asche vermutet, dass ein Besuch Knagges bei einem Geschäftsfreund in St. Gallen und seine Reisen durch die Schweiz die Anregung zum Bau der hölzernen Vorhalle gegeben haben.

### Umbau nach 1896 durch August Knagge
Nach dem Tode Lambert Joseph Knagge im Jahre 1893 trat einer der beiden Söhne aus zweiter Ehe, der in Wiesbaden geborene Textilkaufmann Friedrich August Maria Knagge (1864–1955), das Erbe in Wildeshausen an. Er ging 1906 an die Umgestaltung und Modernisierung des väterlichen Besitzes in Wildeshausen. Die von ihm hier veranlassten Umbauten sind durch erhaltene Bauakten lückenlos zu belegen. Sie betrafen vornehmlich die Fassade und das Innere des Hauses (Einbau von Heizung, Hauswasserversorgung, Bad und WC), ließen aber den spätklassizistischen Kern unangetastet.

#### Mosaik im Giebeldreieck

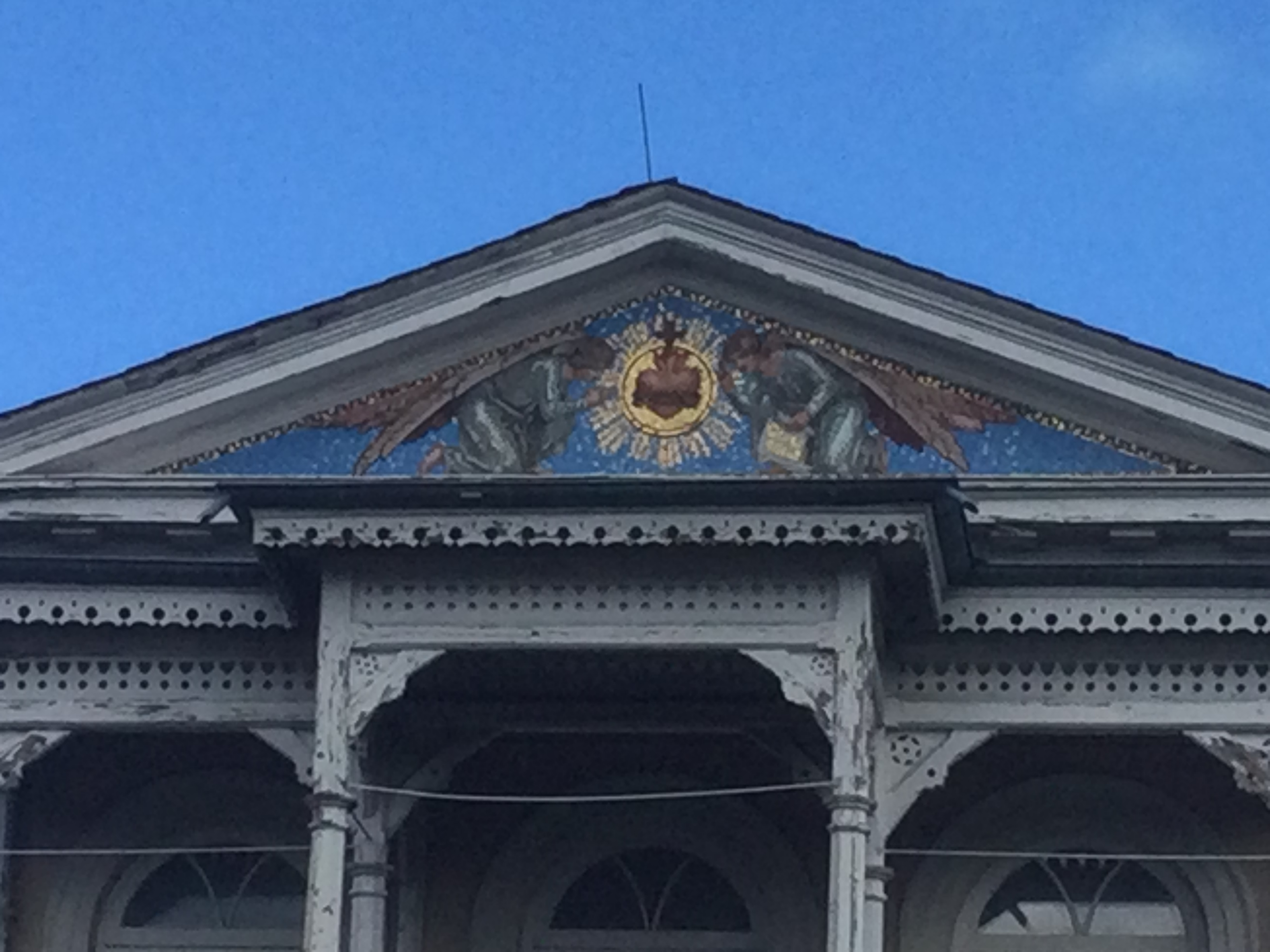
Villa Knagge Mosaikbild im Giebeldreieck

In das Giebeldreieck wurde ein Glasmosaik nach dem Entwurf der „Königlich Bayerischen Hof-Mosaik Kunstanstalt Rauecker“ in München eingefügt. Das Mosaik zeigt auf blauem Grund betende Engel zu beiden Seiten einer Herz-Jesu-Darstellung vor einem goldenen Strahlennimbus.
Inhaber der Firma war der Architekt, Kunstmaler und Mosaikkünstler Simon Theodor Rauecker (1854–1940). Mosaikarbeiten Raueckers finden sich im Vestibül des Erweiterungsbaus der Ludwig-Maximilian-Universität. und als dreiteiliges Mosaikbild (Triptychon) eines Handwerker-Triumphzuges im Jugendstil im Neuen Rathaus von Hannover.

#### Veranda im Obergeschoss
Im Obergeschoss ließ August Knagge die mittlere Arkade des ursprünglich ganz offenen Altans durch eine vorspringende, verglaste Veranda, die in der Bauakte als „Sonnenbad“ bezeichnet wird, schließen. Sie beeinträchtigte nach Auffassung von Asche die Einheitlichkeit der Gesamterscheinung, die bei aller Gegensätzlichkeit der klassizistischen und romantischen Elemente doch wie aus einem Guss wirkt, ganz erheblich. Er schlug vor, die Veranda des Obergeschosses wieder zu entfernen, was auch geschehen ist.

#### Jugendstilfries und Wandfliesen

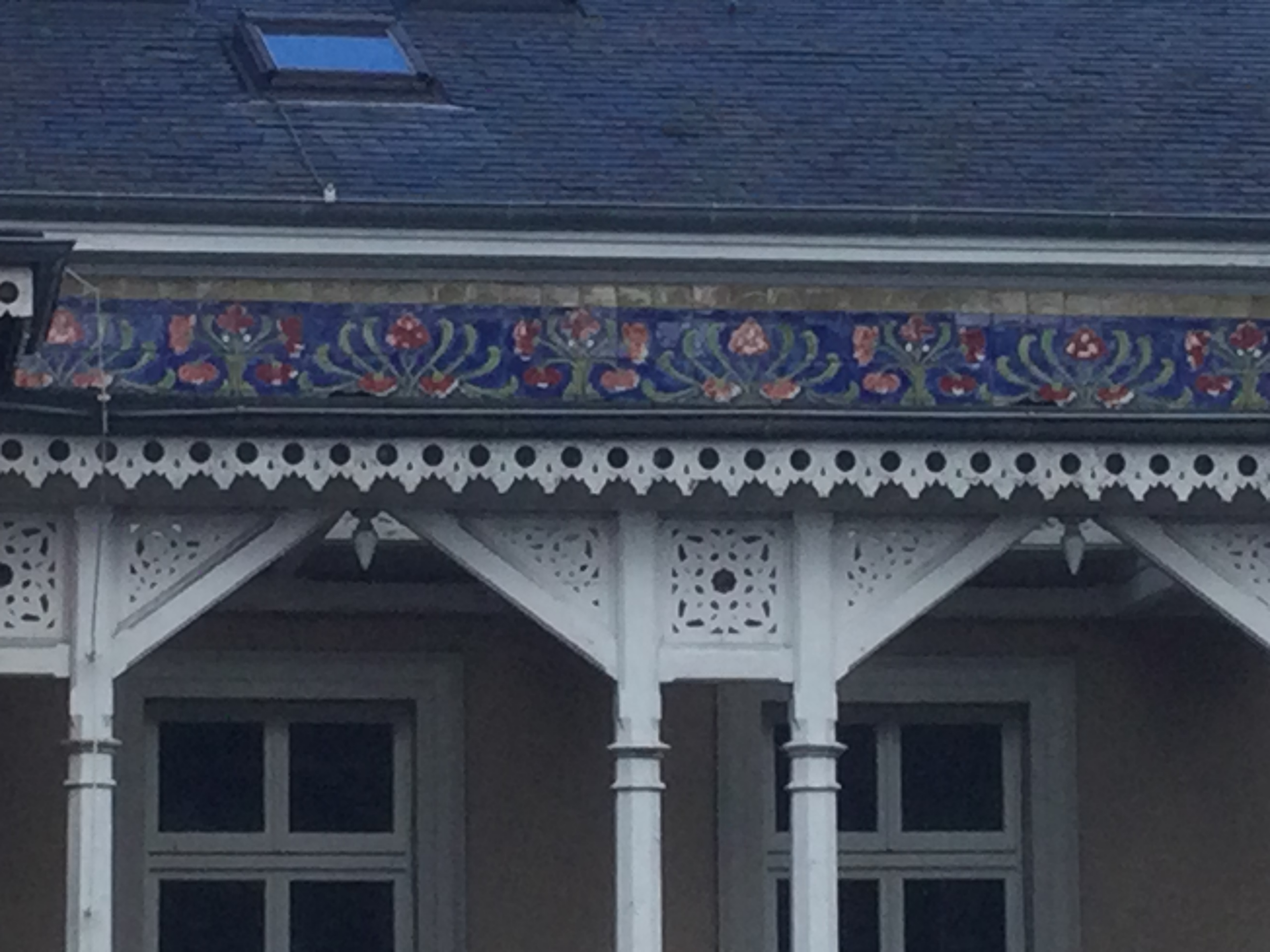
Villa Knagge Jugendstilfries der Fa. Villeroy & Boch, entworfen von der Bremer Fliesenhandlung Friedrich Wachsmuth

Ebenfalls aus dem Jahr 1906 stammt der in Mettlach von der Fa. Villeroy & Boch gefertigte, auf einen Entwurf der Bremer Firma Friedrich Wachsmuth zurückgehende Jugendstilfries unter der Traufe der Südfassade. Die in kräftigen Rot-, Blau- und Ockertönen gehaltenen Wandfliesen, die im Rapport das antike Anthemionmotiv im Sinne Jugendstils frei abwandeln, bilden einen weiteren Beleg für das Nachleben antiker Formen bis zum Ende des 19. Jahrhunderts, ja bis in den Jugendstil hinein. Dieser Fries gehört nach der Beurteilung von Asche zweifellos zum Qualitätvollsten, was sich an derartigem Baudekor aus dieser Zeit im westlichen Niedersachsen erhalten hat.

#### Statuen

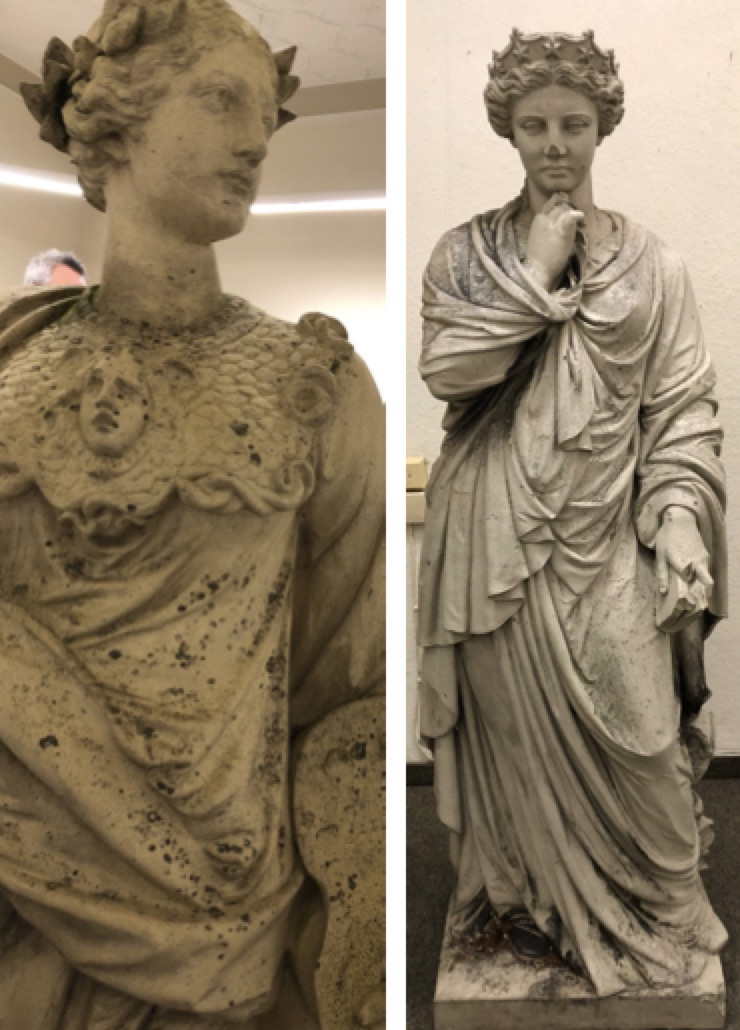
Statuen Die Kunst und Die Wissenschaft, von Professor Alex(ander) Schmidt, gefertigt von der Fa. Villeroy & Boch

Auf dem Grundstück befinden sich zwei Skulpturen aus Terrakotta links und rechts der Freitreppe, die Professor Alex(ander) Schmidt (1833–1901) als künstlerischer Leiter der Terrakotta-Abzeilung bei Villeroy & Boch in Merzig entworfen hat. Auf den Sockeln der Skulpturen befinden sich die Urheberangaben „Alex Schmidt 1882“ und „Villeroy & Boch Merzig“. Die Statuen, die „Die Wissenschaft“ und „Die Kunst“ darstellen, sind auch abgebildet und beschrieben in dem Buch von Arthur Fontaine.

#### Deckengemälde

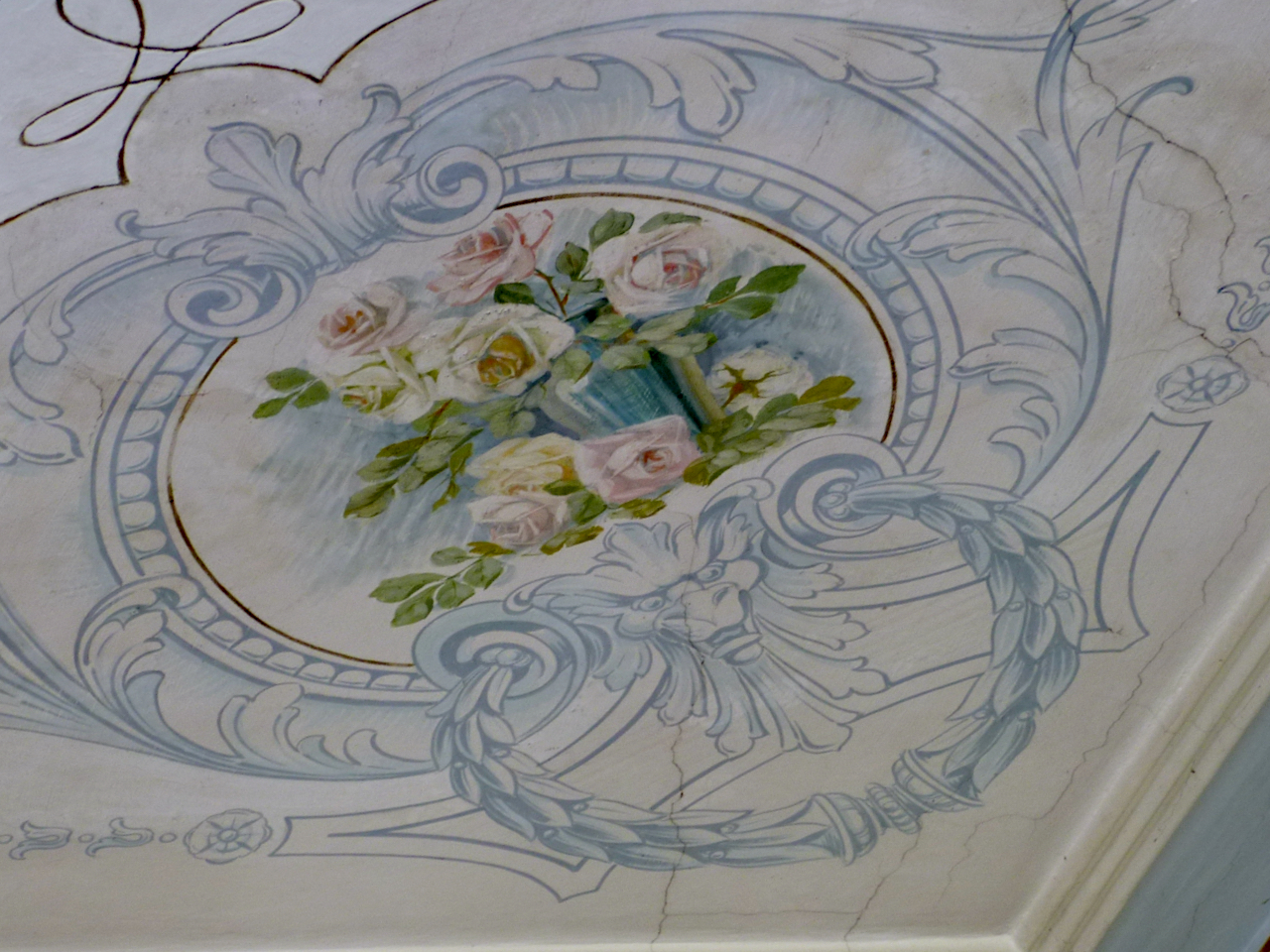
Villa Knagge Deckengemälde im Esszimmer (Detail)

Von Asche wird das Deckengemälde in dem mittleren Raum der Villa, der als Esszimmer genutzt wurde, nicht erwähnt. Leider wird zurzeit (2022) die Decke durch die angebrachte Deckenbeleuchtung verunstaltet. Aufgrund der Vorgaben der Denkmalschutzbehörde wird die Deckenbeleuchtung im Rahmen der Sanierung entfernt.

## Kunstgeschichtliche Bedeutung
Das Landhaus Knagge vertritt nach Asche den im norddeutschen Klassizismus verbreiteten Typus des eingeschossigen vorstädtischen Wohnhauses zu neun Fensterachsen mit vorspringendem, ein- oder zweigeschossigem Mittelrisalit zu drei Fensterachsen Breite. Die Frage nach dem Urheber des spät klassizistischen Entwurfs von 1852 muss vorläufig offenbleiben. Das Landhaus Knagge erhält nach Asche seine besondere baugeschichtliche Bedeutung dadurch, dass sich an ihm – aufgrund mehrfacher Umbauten und Erweiterungen – der Stilwandel vom späten Klassizismus über die Romantik und den Historismus bis zum Jugendstil ablesen lässt, und dass es sich seit der letzten Veränderung von 1906 unverfälscht bis in unsere Tage erhalten hat. Bei aller Heterogenität der Einzelelemente, bei allem Stilpluralismus wird es von Asche heute doch als ganzheitliche, gültige Architektur gesehen.

## Denkmalschutz
Die Villa Knagge ist im Denkmalatlas Niedersachsen als Einzeldenkmal gem. § 3 Abs. 2 NDSchG ausgewiesen.